# Mark Beaufoy
El coronel Mark Beaufoy (4 de marzo de 1764 - 4 de mayo de 1827), fue un astrónomo y físico británico. Miembro de la Royal Society, compatibilizó su labor científica con sus actividades como montañero, explorador y oficial del ejército británico.

## Semblanza
Su padre, también llamado Mark Beaufoy (1718-1782), originario de Evesham, había fundado una fábrica de vinagre en Lambeth, cerca de Londres. Beaufoy fue el primer escalador inglés conocido en ascender una cima de alta montaña en los Alpes. En 1787, realizó una ascensión (la cuarta) del Mont Blanc. Esta montaña fue una atracción para sus compatriotas, como J. D. Forbes (1809-1868), A. T. Malkin (1803-1888), John Ball (1818-1889) y Sir Alfred Wills (1828-1912). Describió así su ascenso al Mont Blanc:

Al fin, sin embargo, pero con una especie de apatía que apenas admitía el sentimiento de alegría, llegamos a la cima de la montaña; cuando seis de mis guías, y con ellos mi criado, se recostaron protegiendo sus rostros y al instante se quedaron dormidos. Les envidié su reposo; pero mi ansiedad por obtener una buena observación de la latitud superó mis deseos de descanso.

Dedicó gran parte de su vida a experimentos navales en el muelle de Greenland con James Scott y el capitán John Luard de la "Sociedad para la Mejora de la Arquitectura Naval". Publicó los resultados de su trabajo en una de las principales revistas científicas de la época, The Annals of Philosophy. En 1815 describió un mareógrafo registrador y en el mismo artículo caracterizó la fuerza del viento sobre velas cuadradas y la resistencia al movimiento tanto en el aire como en el agua de diferentes formas. El documento pasó de las velas del barco a considerar el mejor ángulo para colocar las velas sobre las aspas de los molinos de viento. Realizó observaciones astronómicas y magnéticas desde Hackney Wick (51°3240N, 6,82W), compilando distintas series. La lista de Charles Hutton de 1815 de los observatorios privados más notables de Inglaterra incluía el del coronel Beaufoy.
En 1816 publicó otro extenso artículo basado en su trabajo experimental titulado "Sobre la estabilidad de los buques", basado en el ensayo de 23 formas diferentes de cascos para determinar su resistencia al balanceo. El artículo incluye una ilustración de su instrumental de medida, que muestra la forma de un casco sometida a una fuerza de escora controlada con una plomada y una escala para medir la inclinación. Las distintas tablas de resultados muestran la altura metacéntrica, analizando la dicotomía entre la resistencia al balanceo y la capacidad de navegar con mala mar.
Su hijo Henry publicó póstumamente un volumen de Experimentos náuticos e hidráulicos con numerosas misceláneas científicas en 1834 (un solo volumen, llamado Volumen I). Beaufoy también hizo observaciones astronómicas y defendió otras ideas, como el uso de rifles en la milicia y planes para llegar al Polo norte. Este volumen desafió la ortodoxia existente de que la resistencia al movimiento de un barco era proporcional a su desplazamiento. Chapman había cuestionado esto ya antes (en 1775), pero Isambard Kingdom Brunel retomó el trabajo de Beaufoy como la ley del "cubo/cuadrado". En pocas palabras, si se duplica el tamaño de un barco, la resistencia al movimiento se cuadriplica, pero el tamaño de los motores y la capacidad de carga (combustible, carga) se multiplican por ocho.
Se casó en 1784 con su prima Margaretta Beaufoy (fallecida en 1800) en un matrimonio "fugitivo", tras lo cual tuvieron una "larga estancia" en Suiza. Tuvieron tres hijos (Henry, Mark y George) y una hija; Henriette. Margaretta, que ayudaba a su marido con sus cálculos matemáticos y astronómicos, llevó a la pequeña Henriette a ver a Mark ascender el Mont Blanc.
Beaufoy recibió el grado de capitán de la Hackney Volunteer Company en 1794, y el de coronel del 1.er Regimiento de la Milicia de Tower Hamlets en 1797. Sin embargo, en octubre de 1813 fue sometido a una corte marcial por disciplinar de manera "vejatoria y frívola" a un oficial subalterno, siendo relevado del mando en enero de 1814.
Su nieto, Mark Hanbury Beaufoy, fue un político y fabricante de vinagre inglés. La empresa familiar pasaría a ser conocida posteriormente como British Vinegars Limited.